# Zastava M80 (автомат)
Zastava M80 — югославский автомат. Вариант автомата Zastava M70 под патрон 5,56 × 45 мм НАТО.

## Конструкция
Автоматика работает по принципу отвода части пороховых газов с длинным ходом поршня. Запирание канала ствола производится поворотом затвора с двумя боевыми упорами. Ствол с 6 правосторонними нарезами, шаг нарезов 178 мм для патрона M193 или 304 мм для патрона SS109. В дульной части ствола нарезана резьба для установки дульных устройств, установлен пламегаситель. Ствольная коробка — штампованная из стального листа. Предохранитель-переводчик расположен на правой стороне ствольной коробки. Режимы огня — непрерывный или с отсечкой по одному выстрелу. В газовой каморе установлен регулятор для изменения скорости отката затворной рамы при работе в сложных условиях. Прицельные приспособления состоят из мушки и прицела секторного типа. Автомат мог оснащаться прицелом и дульным устройством для стрельбы винтовочными гранатами c пулеулавливателем стандарта НАТО. От более ранних автоматов М80 унаследовал дополнительный фиксатор в задней части ствольной коробки, предохраняющий крышку от открывания при стрельбе гранатами. 

## Варианты
- M80 — вариант с нескладным деревянным прикладом.
- M80A — вариант со стальным, складным вниз под цевьё прикладом[2][5].

Для рынка гражданского оружия предлагались полуавтоматические варианты под обозначениями M82 (с нескладным прикладом) и М82А (со складным прикладом).